# Edificio de la antigua Aduana de Bilbao
El edificio de la antigua Aduana de Bilbao, o edificio de la Aduana del Puerto de Bilbao, es un antiguo edificio de 1890 ubicado en la villa de Bilbao. Obra del arquitecto Eladio Iturría, está situado en el paseo de Uribitarte, adyacente a la plaza Pío Baroja, junto al edificio Aznar y frente al ayuntamiento. Fue rehabilitado en 2018.

## Estilo
Sus fachadas principales son de estilo ecléctico, mezcla de neoclásico y herreriano, dando a la Calle Barroeta Aldamar y a la plaza Pío Baroja. Es un edificio de moderada altura, una planta baja y 2 pisos superiores, y forma parte del patrimonio arquitectónico bilbaíno. Por él pasaban las mercancías que llegaban en barcos.

## Rehabilitación
El 22 de junio de 2014 se iniciaron las obras de rehabilitación del inmueble a fin de concentrar a finales de 2018 algunos de los servicios de atención al público de la Administración General del Estado en Bizkaia.
Concretamente, además de la Jefatura Provincial de Tráfico y la oficina de Extranjería en la planta baja, también alberga la Gerencia de Justicia y Dependencia de Sanidad y Política Social. Las tres plantas superiores alojan las oficinas de Demarcación de Costas, la Jefatura Provincial de Telecomunicaciones, Muface, Fogasa y la Dirección Territorial de Comercio. A todo ello se añade la Comisión Nacional del Mercado de Valores (CNMV), que conjuntamente con la administración tuvieron previsto recabar en el edificio a lo largo del año 2019.

## Inauguración
Su inauguración se fijó inicialmente para el 1 de julio de 2020, sin embargo, fue pospuesta al otoño del mismo año debido a la pandemia de coronavirus. Finalmente, la apertura oficial fue el 2 de noviembbre de 2020.

## Comunicaciones
- Estación de Pío Baroja del tranvía de Bilbao.